# 洞阔尔·阿嘎旺丹·金帕灵赖·那木吉勒
洞阔尔·阿嘎旺丹·金帕灵赖·那木吉勒（1887年—1919年）原俗名泽登扎布，法名“阿嘎旺丹·金帕灵赖·那木吉勒”，蒙古族，内蒙古西公旗人，第五世（不计追认）洞阔尔活佛。

## 生平
第五世洞阔尔活佛于8岁坐床。24岁时，洞阔尔活佛朝贡宣统帝，获宣统帝赐琥珀念珠、蟒缎等。中华民国成立后，民国三年（1914年），洞阔尔活佛赴北京觐见中华民国大总统袁世凯，袁世凯加封“弘道大智”四字，并且赏给“呼图克图”封号。
民国八年（1919年），洞阔尔活佛圆寂。